# Антонио Флавио
Анто́нио Фла́вио А́йрес дос Са́нтос (порт. Antônio Flávio Aires dos Santos; 5 января 1984, Брежинью-ди-Назаре) — бразильский футболист, игравший на позиции нападающего.

## Карьера
Начинал заниматься футболом в «Атлетико Гоияниенсе» и «Андраусе», после чего перешёл в «Санту-Андре», с которым спустя год подписал первый свой профессиональный контракт. Клуб выступал в Серии B чемпионата Бразилии. В 2008 году в составе «Санту-Андре» Антонио выиграл Серию А2 Лиги Паулиста, что стало первым серьёзным успехом в его карьере.
В конце июля 2009 года подписал контракт с представителем шведского чемпионата АИКом. Дебют в новой команде состоялся 29 августа 2009 года в матче с «Треллеборгом», в котором Антонио вышел в стартовом составе и уступив место на поле на 84-й минуте Микаэлю Торстенссону.
Первый мяч в чемпионате за АИК забил 14 сентября на 27-й минуте гостевого матча с «Хеккеном». По итогам сезона АИК занял первое место и получил право на будущий сезон стартовать в квалификации Лиги чемпионов, а также выиграл Кубок Швеции. В финальном матче был обыгран «Гётеборг» со счётом 2:0, а Антонио Флавио отличился на 90-й минуте.
Перед началом следующего сезона АИК и «Гётеборг» встретились в матче за Суперкубок Швеции, в котором единственный мяч на 22-й минуте забил Флавио.
24 января 2011 года Антонио отправился в аренду в бразильский «Сан-Каэтано». 4 февраля дебютировал за клуб в Серии А1 Лиги Паулиста, выйдя вместо Энрике Диаса на 57-й минуте матча с «Гремио Пруденти», а 9 марта забил свой первый мяч, отличившись на 21-й минуте матча с «Ботафого» из Рибейран-Прету.
3 января 2012 года оформил переход в клуб китайской Суперлиги «Наньчан Хэнъюань».

## Достижения
- Чемпион Швеции: 2009
- Обладатель Кубка Швеции: 2009
- Обладатель Суперкубка Швеции: 2010
- Победитель Серии A2 Лиги Паулиста: 2008